# Papirs de Lahun
Els papirs de Lahun (també anomenats erròniament papirs de Kahun) són una col·lecció de papirs redactats en escriptura hieràtica, trobats l'any 1889 en el poblat obrer de Lahun, Egipte, per l'egiptòleg Flinders Petrie. Han estat datats cap a l'any 1800 aC, durant el final de la dinastia XII de l'Imperi mitjà. 
Reprodueixen altres escrits més antics i inclouen, entre altres coses, un tractat de matemàtiques i un altre d'obstetrícia, que revelen coneixements mèdics; l'origen pot remuntar-se fins al 3000 aC.

## Sobre la denominació
La ciutat d'Hetep Senusret, situada en el que avui és el poblat de la regió d'Al Fayum anomenat en àrab al-Lahun, va ser excavada el 1888-1889 per Flinders Petrie, que va transcriure equivocadament el nom per Kahun, denominació que s'ha transmès a una part considerable de la bibliografia.

## Descripció dels papirs
Els fragments van ser restaurats i traduïts per F. L. Griffith, encara que alguns han estat impossibles de desxifrar, pel seu mal estat de conservació, tot i que no hi ha dubte que sis dels fragments contenen problemes matemàtics:
- Càlculs de la divisió de dos per cada nombre imparell de 3 a 21 (fragment IV, 2).
- Possible càlcul del volum d'un contenidor cilíndric de cereals (fragment IV, 3).
- Resolució de l'equació 1/2 x - 1/4 x = 5 (fragment IV, 3)
- L'arrel quadrada apareix representada per primera vegada.

També donen compte d'una sèrie d'observacions mèdiques i remeis que eren utilitzats a l'antic Egipte per a tractar problemes de ginecologia i obstetrícia, com el tractament de les malalties de la vagina i l'úter, així com mètodes per al diagnòstic de l'embaràs i la determinació del sexe del fetus, i es dona una recepta per a un preparat contraceptiu: un supositori vaginal preparat amb excrements de cocodril, mel i carbonat de sodi. És el primer document escrit sobre la influència de la música sobre el cos humà.

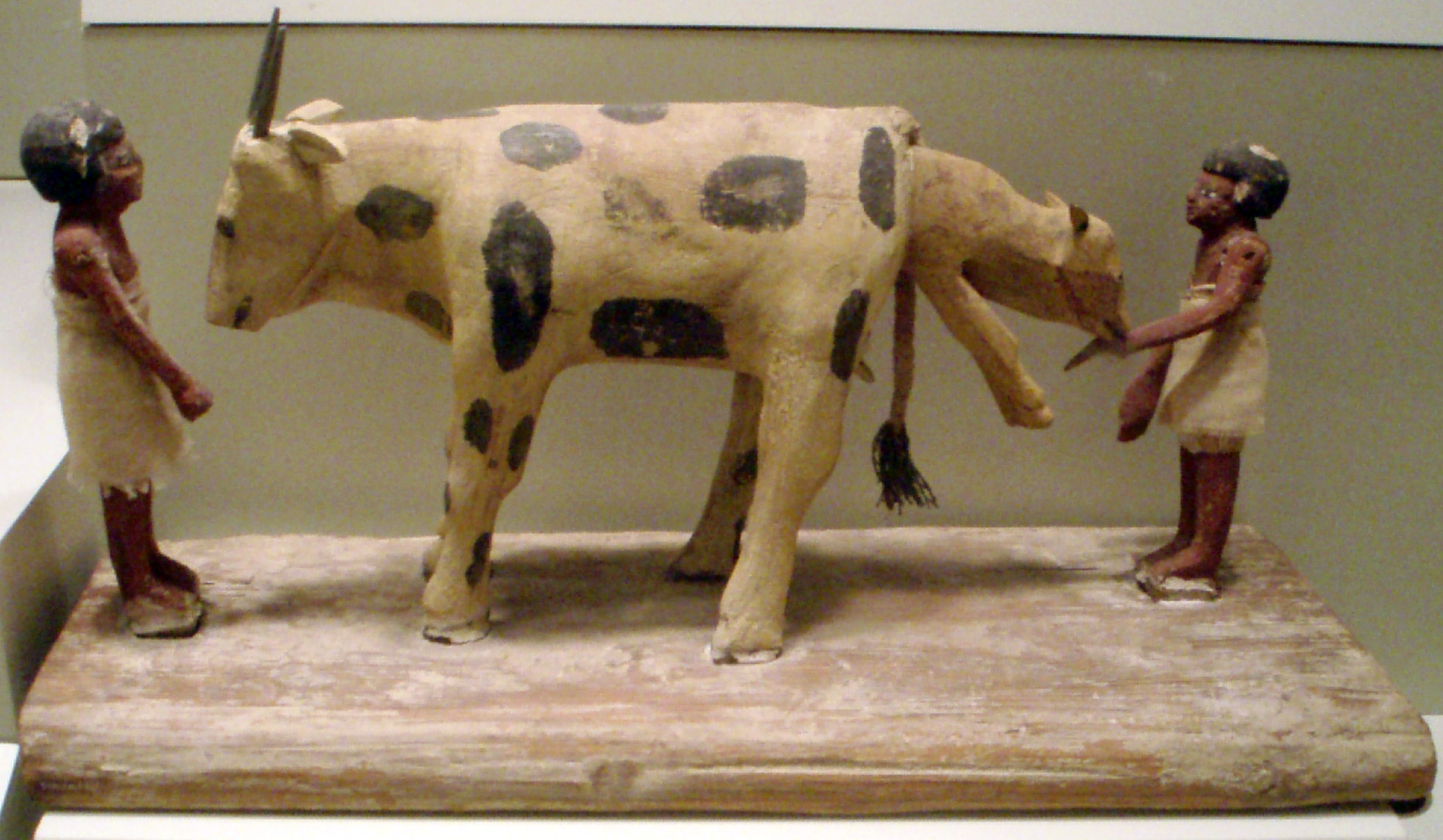
Imperi mitjà: figuretes de camperols amb una vaca en el moment del part

Els papirs testifiquen la presència de la veterinària a Egipte. Descriuen malalties del bestiar i el seu tractament, així com malalties d'animals de companyia, com gossos i gats. A més de ritus màgics, els tractaments preventius i curatius de malalties dels animals incloïen banys freds i calents, friccions, cauteritzacions, sagnies, castració, reducció de fractures, etc.
El contingut matemàtic s'analitza amb tot detall en el llibre de Sylvia Couchoud, Mathématiques Égyptiennes. Recherches sur les connaissances mathématiques de l'Égypte pharaonique (editorial Li Léopard d'Or, 2004), que analitza també el contingut matemàtic del papir Rhind, del papir de Moscou i del papir Akhmim.

## Galeria fotografica

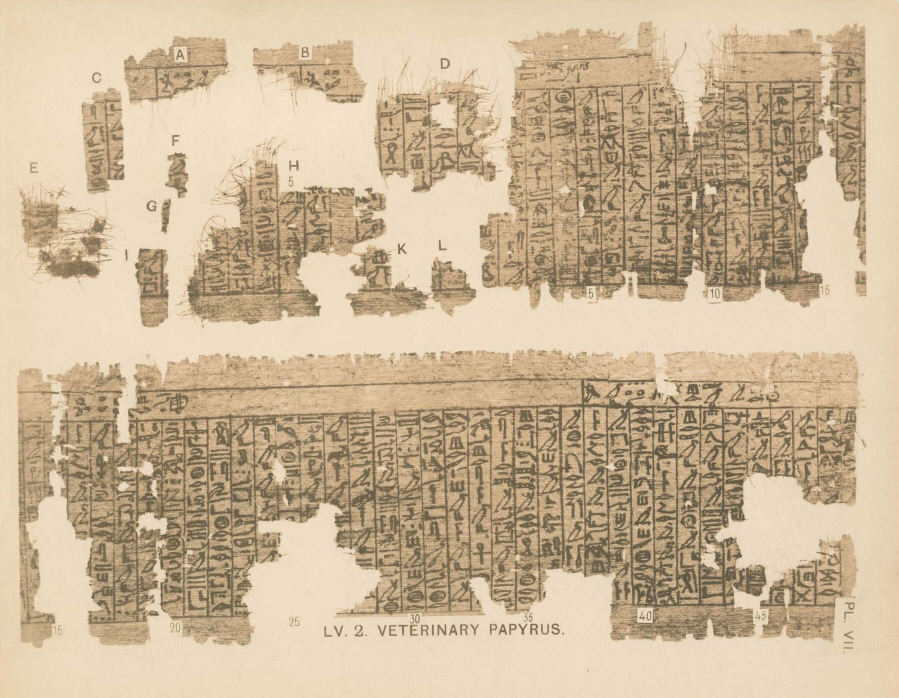
Papir Kahun LV. 2, tractat veterinari
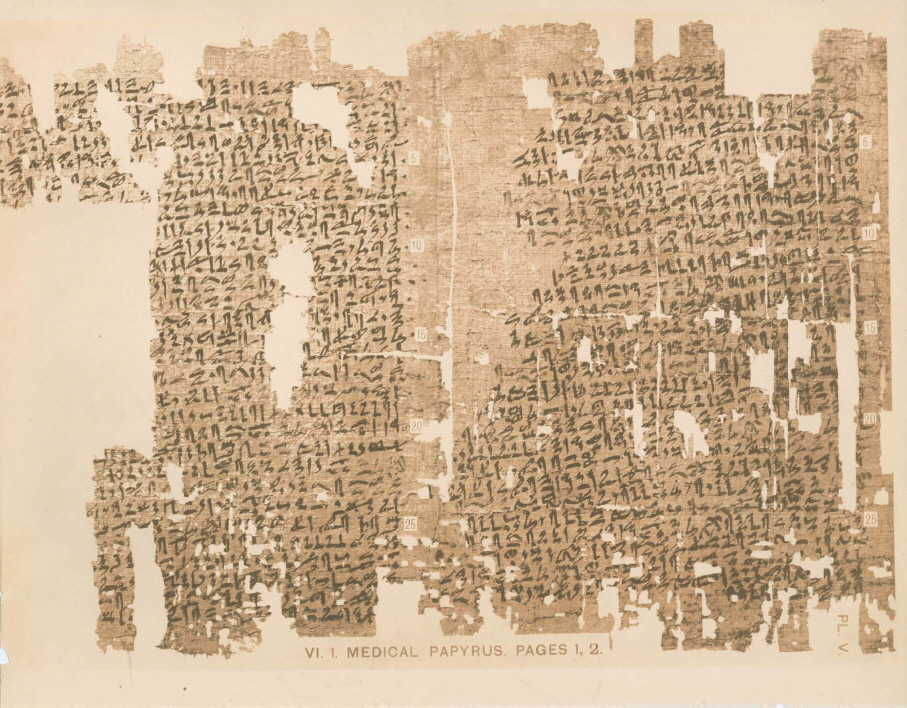
Primera i segona pàgina del papir Kahun VI. 1, tractat mèdic
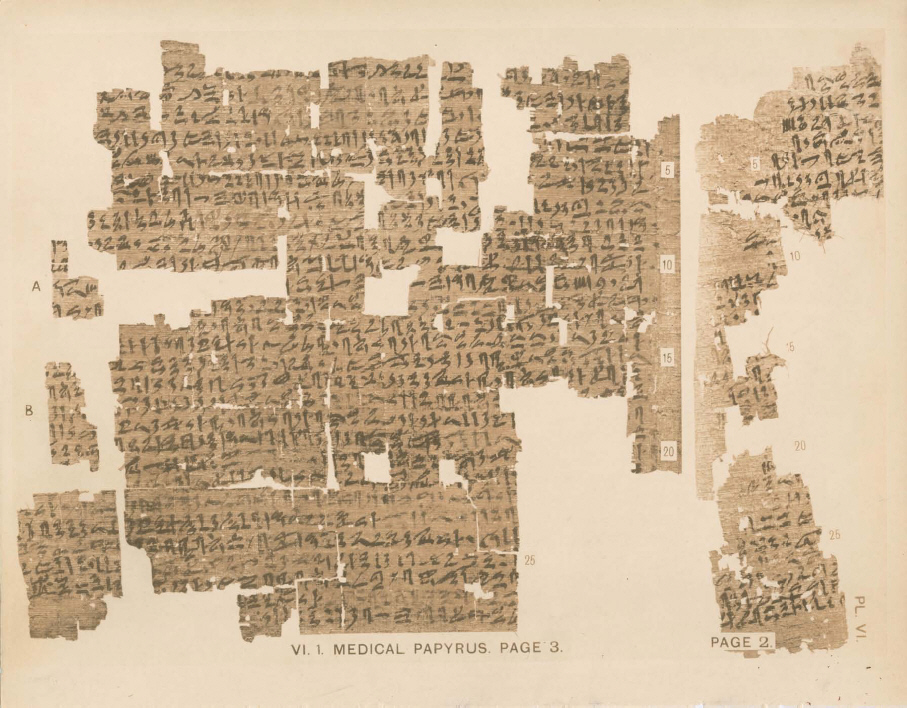
Tercera i quarta pàgina del papir Kahun VI. 1, tractat mèdic
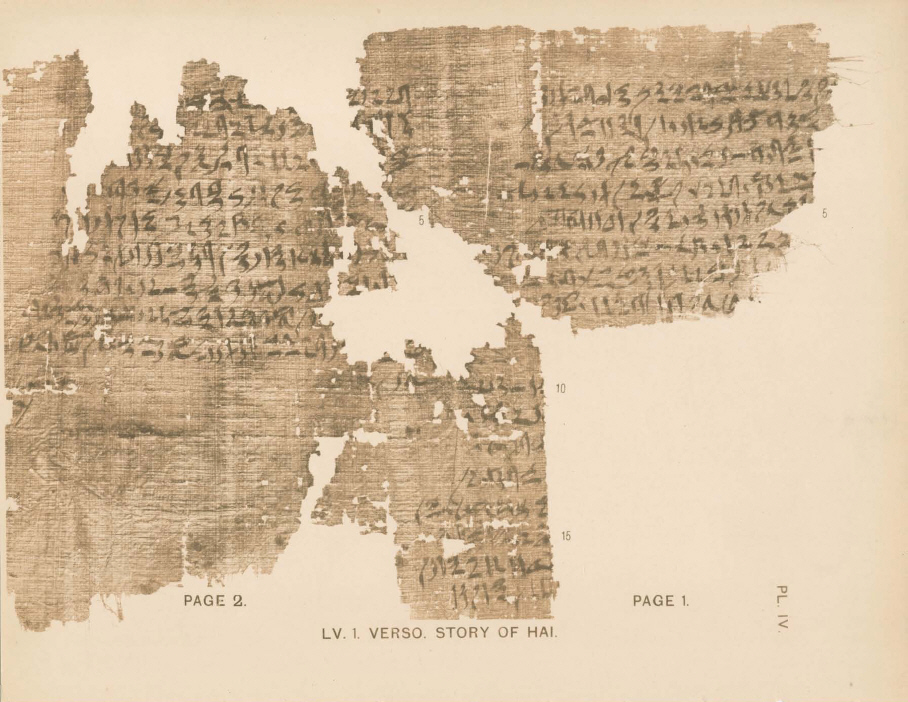
Papir Kahun LV. 1, història d'Hay